# Barbara Kralj
Barbara Kralj (* 5. Januar 1994 in Ljubljana) ist eine slowenische Fußballspielerin.

## Karriere

### Verein
Kralj startete ihre Karriere in der Jugend des ŽNK Brinje-Interblock in Grosuplje. Dort spielte sie bis zur B-Jugend und wechselte 2011 für den Start ihrer Seniorenkarriere zum ŽNK Slovenj Gradec. Kralj spielte in ihrer ersten Seniorensaison in 18 Spielen der SŽNL und erzielte dabei zehn Tore. Nach der Saison 2011/12 kehrte sie im Sommer ihren Verein den Rücken und wechselte zum Aufsteiger ŽNK Radomlje.

### Nationalmannschaft
Kralj ist A-Nationalspielerin von Slowenien. Sie gab ihr A-Länderspieldebüt im WM-Qualifikationsspiel, bei der 0:2-Niederlage am 19. November 2011 gegen die Niederländische Fußballnationalmannschaft der Frauen.

## Persönliches
Ihre Zwillingsschwester Carmen war ebenfalls als Fußballspielerin aktiv und spielte eine Zeit lang mit ihr in den Jugendteams des ŽNK Brinje–Interblock. Carmen beendete 2011 ihre aktive Fußballkarriere und arbeitet seither als Model, Schauspielerin und Kickboxerin. Am 20. März 2012 gewann Carmen zudem den Titel Miss Sport Slovenija 2012.